# Sehenswürdigkeiten (Briefmarkenserie)
Sehenswürdigkeiten war eine deutsche Dauermarkenserie, die vom 6. November 1987 bis zum 5. Februar 2004 erschienen ist.

## Allgemeines
Vor der Wiedervereinigung Deutschlands hatte diese Serie nur in der Bundesrepublik Deutschland und West-Berlin Gültigkeit, seit 1990 wurde sie in ganz Deutschland ausgegeben. Sie erschien in Rollen, wurde aber auch in Markenheftchen und für philatelistische Zwecke in Bogen gedruckt. Bei der Bundespost wurden insgesamt 64 Werte verausgabt, 10 dieser Werte zusätzlich als selbstklebende Marken (teils in Rollen, teils in Markenheftchen). Bei der Deutschen Bundespost Berlin waren es 15 Marken. Alle Motive wurden von Sibylle und Fritz Haase gestaltet. Sie verwendeten auf den Marken der Serie die Schriftart Gill Sans. Die Berliner Marken unterschieden sich dabei nur durch den Schriftzug „Berlin“ von den entsprechenden Marken der Bundespost; Farbe, Motiv und Wert waren gleich.
Die Ausgaben des Satzes überdauerten die Wiedervereinigung und die Euro-Einführung. Daher lassen sich die Marken in vier Ausgabenbereiche aufteilen:
- Ausgaben Bund und Berlin bis zum 2. Oktober 1990
- Ausgaben der Bundespost und (ab 1995) der Deutschen Post AG für das wiedervereinigte Deutschland bis 1999 in D-Mark
- Ausgaben der Deutschen Post AG mit Doppelwährung, D-Mark und Euro von 2000 bis 2001
- Ausgaben der Deutschen Post AG in Euro von 2002 bis 2004

Die Marken Berlins waren bis zum 31. Dezember 1991, die Marken der Bundespost in DM-Währung bis zum 30. Juni 2002 gültig. Marken mit Doppelwährung oder nur in Euro sind unbegrenzt frankaturgültig.

## Ausgabeanlass
„Die Dauerserie ‚Sehenswürdigkeiten‘ stellt bedeutende kulturelle und technische Leistungen heraus, soll aber auch Anreiz sein, sich die Objekte einmal im Original anzusehen.“

## Besonderheiten
- (Nassklebende) Marken aus den Markenheftchen sind oben oder unten geschnitten, je nachdem, ob sie aus der oberen oder der unteren Reihe stammen, damit sie mit dem Rand des Markenheftchens abschließen konnten.
- Es gab mehrere verschiedene Ausgabeformen von selbstklebenden Marken:
  - Markenheftchen, wobei es sowohl vierseitig geschnittene, als auch dreiseitig gestanzte Marken gab.
  - Rollen, die für Firmenkunden gedacht waren (nur der Wert zu 0,55 EUR)
  - „Business-Bogen“, der 100 Marken enthielt (nur der Wert zu 1,44 EUR)
- Die EXPO-Marke zu 1,10 DM wurde zu einem bestimmten Anlass herausgegeben und ist daher eigentlich keine Dauermarke, sondern eine Sondermarke. Sie wurde aber im Design der Serie hergestellt, in großer Stückzahl gedruckt und postseitig entsprechend bezeichnet, daher wird die Marke dem Satz zugerechnet.
- Auch die Marke zu 70 Pfennig mit dem Motiv „Helgoland“ hatte einen bestimmten Anlass zum Hintergrund: Sie erschien 1990 im Jahr der 100-jährigen Zugehörigkeit der Insel zu Deutschland und diente als Ersatz für eine Sondermarke zu diesem Anlass. Dass die Bundespost eine solche zuvor nicht in ihr Ausgabeprogramm aufgenommen hatte, hatte in Philateliekreisen zu Kritik geführt, zumal es nach den damals gültigen Entgelten keinen wirklichen Bedarf für eine solche Marke gab.
- Mit 74 Hauptnummern (die selbstklebenden Marken bekommen eigene Hauptnummern) handelt es sich lange Zeit um den umfangreichsten Satz in der Geschichte der Post in Deutschland, mittlerweile gibt es von den „Blumen“ mehr Ausgaben. Begünstigt wurde das aber auch durch die Vergabe von zusätzlichen Nummern für die selbstklebenden Marken. Teilgeschnittene nassklebende Marken werden wie bei älteren Serien per Buchstaben unterschieden.
- Von der Serie gab es auch von der Post herausgegebene Ganzsachen-Postkarten: Drei aus Berlin, vier von der Bundespost (inkl. Sonderstufe für das Verkehrsgebiet Ost – was dem Gebiet der früheren DDR entsprach – von Dezember 1990 bis 31. März 1991) und eine mit der Länderbezeichnung Deutschland.
- Für den Vertrieb in der ehemaligen DDR wurden – den vorhandenen Automaten folgend – erstmals Markenheftchen hergestellt, die wesentlich größer waren als im Verkehrsgebiet West bisher üblich und bei denen das Heftchenblatt nicht mehr geknickt werden musste.
- Entsprechend spezialisierte Sammler unterscheiden ferner jeweils bei bestimmten Ausgaben dieser Markenserie zwei Gummierungen, Marken mit und ohne im Papier unter UV-Licht sichtbar werdende Melierfasern sowie unterschiedliche Arten von Sicherheitsaufdrucken.
- Um die Ansprüche von Sammlern an die Qualität der Zähnung erfüllen zu können, wurde auch eine kleine Auflage in Bogen gedruckt. Diese waren nur bei den Versandstellen für Postwertzeichen erhältlich. Anfang der 1990er gelangten aber einige Wertstufen dieser Ausgabe in Bogenform auch an die allgemeinen Postschalter, wobei nicht geklärt ist, ob es sich um Restbestände oder gezielte Nachdrucke handelte. Waagerechte Paare und Randstücke der Marken bilden ein besonderes Sammelgebiet, weil man an ihnen nachweisen kann, dass die Marken aus Bogen stammen. Im Gegensatz zu den älteren Rollenmarkenserien erzielen sie aber nur geringfügig höhere Preise.
- Um Fälschungen zu erschweren, wurde ab dem 17. Juli 1997 (ab Michel-Nummer 1932) bis 8. November 2001 (Michel-Nummern 2224–2235) das Papier mit Melierfasern versehen; gleiches gilt auch für die Serie Frauen der deutschen Geschichte.[1]
- Auf der CeBit verteilte die Post als Werbegeschenk ein Markenheftchen mit je zwei Marken zu 20 und 80 Pfennig (Nofrete und Zeche Zollern II), die, wie üblich, am oberen und unteren Rand geschnitten waren. Da die 20-Pfennig-Marke in der teilgeschnittenen Version vorher nicht existierte und eine solche Ausgabe nicht angekündigt worden war, gab es, vor allem aus den Kreisen der Marken-Abonnenten, heftige Proteste, die dazu führten, dass die Post entsprechende Markenheftchen auch über die Versandstellen für Postwertzeichen an die Kundschaft lieferte.

## Motive
Jede Freimarke der Serie zeigt eine deutsche Sehenswürdigkeit, zweifarbig auf weißem Hintergrund. Das kleine Hochformat der Marken und die verwendete Drucktechnik setzte der Genauigkeit Grenzen. Bei der Darstellung von Gebäuden wurden daher oft nur einzelne Tore oder Türme abgebildet oder das Gebäude wurde von der Schmalseite gezeigt.
Bei der Abbildung von Kirchtürmen hingegen wurde der Grafiker entweder zu einer sehr schlanken Darstellung gezwungen, bei der ein großer Teil des Markenbildes leer blieb oder aber es wurde nur ein Ausschnitt des Turmes gezeigt. Besser geeignet schien das Ausgabeformat für Denkmäler und einzelne Kunstgegenstände. Insgesamt gibt es 59 verschiedene Motive.

## Liste der Ausgaben Sehenswürdigkeiten
Alle Marken gab es in Rollen und in Bogen. Ausgaben in Markenheftchen gab es nur oben oder unten geschnitten oder selbstklebend, so dass es überhaupt nur die Marken in Markenheftchen gab, die in der entsprechenden Spalte einen Eintrag haben.
| Inschrift der Marken: „Deutsche Bundespost“ oder „Deutsche Bundespost Berlin“ Die Werte Bund und Berlin erscheinen jeweils gleichzeitig, fünf Werte wurden allerdings nicht in Berlin ausgegeben. |                                                            |                        |                    |                                                                      |                      | |
| Bild | Beschreibung                                               | Werte in Pfennig       | Ausgabedatum       | Ausgabedatum Markenheftchen, oben/unten geschnitten, Bund und Berlin | Mi.-Nr. Bund, Berlin | Ausgabedatum, Mi.-Nr Markenheftchen, selbstklebend, vierseitig geschnitten, nur Bund                      |
| | Löwenstandbild Braunschweig                                | 5                      | 15. Februar 1990   | –                                                                    | 1448 863             | – |
| | Flughafen Frankfurt (Main)                                 | 10                     | 14. Januar 1988    | Juni 1989                                                            | 1347 798             | Mai 1991, 1531                                                                                            |
| | Nofretete-Büste Berlin                                     | 20                     | 12. Januar 1989    | August 1993 (nur Bund)                                               | 1398 831             | – |
| | Schloss Celle                                              | 30                     | 6. November 1987   | –                                                                    | 1339 793             | – |
| | St.-Petri-Dom Schleswig                                    | 33                     | 12. Januar 1989    | –                                                                    | 1399 –               | – |
| | Rolandsäule in Bremen                                      | 38                     | 12. Januar 1989    | –                                                                    | 1400 –               | – |
| | Chilehaus Hamburg                                          | 40                     | 11. August 1988    | –                                                                    | 1379 816             | – |
| | Schloss Rastatt                                            | 45                     | 21. Juni 1990      | –                                                                    | 1468 –               | – |
| | Freiburger Münster                                         | 50                     | 6. November 1987   | Juni 1989                                                            | 1340 794             | – |
| | Bavaria München                                            | 60                     | 6. November 1987   | Juni 1989                                                            | 1341 795             | Mai 1991, 1532                                                                                            |
| | Nofretete-Büste Berlin Motiv wie 20 Pfennig                | 70                     | 14. Juli 1988      | –                                                                    | 1374 814             | – |
| | Helgoland                                                  | 70                     | 21. Juni 1990      | –                                                                    | 1469 874             | – |
| | Zeche Zollern II Dortmund                                  | 80                     | 6. November 1987   | Juni 1989                                                            | 1342 796             | Mai 1991, 1533                                                                                            |
| | Bronzekanne Fürstinnengrab Reinheim                        | 90                     | 11. August 1988    | –                                                                    | 1380 –               | – |
| | Gnadenkapelle Altötting                                    | 100                    | 9. Februar 1989    | Juni 1989                                                            | 1406 834             | Mai 1991, 1534                                                                                            |
| | St.-Petri-Dom Schleswig Motiv wie 33 Pfennig               | 120                    | 14. Juli 1988      | –                                                                    | 1375 815             | – |
| | Bronzekanne Fürstinnengrab Reinheim Motiv wie 90 Pfennig   | 140                    | 12. Januar 1989    | –                                                                    | 1401 832             | – |
| | Rolandsäule Bremen Motiv wie 38 Pfennig                    | 280                    | 11. August 1988    | –                                                                    | 1381 –               | – |
| | Hambacher Schloss                                          | 300                    | 14. Januar 1988    | –                                                                    | 1348 799             | – |
| | Externsteine Horn-Bad Meinberg                             | 350                    | 9. Februar 1989    | –                                                                    | 1407 835             | – |
| Inschrift der Marken: „Deutsche Bundespost“ oder „Deutschland“ |                                                            |                        |                    |                                                                      |                      | |
| Bild | Beschreibung                                               | Werte in Pfennig       | Ausgabedatum       | Ausgabedatum Markenheftchen, oben/unten geschnitten                  | Mi.-Nr.              | Inschrift                                                                                                 |
| | Russische Kirche Wiesbaden                                 | 41                     | 12. August 1993    | –                                                                    | 1687                 | Deutsche Bundespost                                                                                       |
| | Europäer-Denkmal Berus                                     | 47                     | 17. Juli 1997      | –                                                                    | 1932                 | Deutschland                                                                                               |
| | Goethe- und Schiller-Denkmal in Weimar                     | 100                    | 28. August 1997    | 22. Januar 1998                                                      | 1934 PK              | Deutschland                                                                                               |
| | Schloss Bellevue Berlin                                    | 110                    | 14. August 1997    | 14. August 1997                                                      | 1935                 | Deutschland                                                                                               |
| | Expo 2000 Hannover                                         | 110                    | 10. September 1998 | 10. Juni 1999                                                        | 2009                 | Deutschland                                                                                               |
| | Russische Kirche Wiesbaden Motiv wie 41 Pfennig            | 170                    | 4. Juni 1991       | –                                                                    | 1535                 | Deutsche Bundespost                                                                                       |
| | Magdeburger Dom                                            | 200                    | 15. April 1993     | –                                                                    | 1665                 | Deutsche Bundespost                                                                                       |
| | Brühlsche Terrasse Dresden                                 | 220                    | 14. August 1997    | –                                                                    | 1936                 | Deutschland                                                                                               |
| | Semperoper Dresden                                         | 400                    | 10. Oktober 1991   | –                                                                    | 1562                 | Deutsche Bundespost                                                                                       |
| | Bremer Rathaus                                             | 440                    | 14. August 1997    | –                                                                    | 1937                 | Deutschland                                                                                               |
| | Neues Tor (Neubrandenburg)                                 | 450                    | 13. August 1992    | –                                                                    | 1623                 | Deutsche Bundespost                                                                                       |
| | Staatstheater Cottbus                                      | 500                    | 17. Juni 1993      | –                                                                    | 1679                 | Deutsche Bundespost                                                                                       |
| | Holstentor Lübeck                                          | 510                    | 28. August 1997    | –                                                                    | 1938                 | Deutschland                                                                                               |
| | Rathaus Suhl-Heinrichs                                     | 550                    | 11. August 1994    | –                                                                    | 1746                 | Deutsche Bundespost                                                                                       |
| | Dom zu Speyer                                              | 640                    | 10. August 1995    | –                                                                    | 1811                 | Deutschland                                                                                               |
| | St.-Michaelis-Kirche (Hamburg)                             | 690                    | 13. Juni 1996      | –                                                                    | 1860                 | Deutschland                                                                                               |
| | Deutsches Theater Berlin                                   | 700                    | 16. September 1993 | –                                                                    | 1691                 | Deutsche Bundespost                                                                                       |
| Inschrift der Marken: „Deutschland“ |                                                            |                        |                    |                                                                      |                      | |
| Bild | Beschreibung                                               | Werte in Pfennig/ Euro | Ausgabedatum       | Ausgabedatum Markenheftchen, oben/unten geschnitten                  | Mi.-Nr.              | Ausgabedatum, Mi-Nr der selbstklebenden Ausgaben                                                          |
| | Rathaus Wernigerode                                        | 10 0,05 €              | 28. September 2000 | –                                                                    | 2139                 | 25. Mai 2001, 2187 (oben oder unten geschnitten, dreiseitig gestanzt)                                     |
| | Böttcherstraße Bremen                                      | 20 0,10 €              | 8. November 2001   | –                                                                    | 2224                 | – |
| | Bergpark Wilhelmshöhe Kassel                               | 47 0,24 €              | 5. April 2001      | –                                                                    | 2176                 | – |
| | Kassettendecke im Zedernsaal des Fuggerschlosses Kirchheim | 50 0,26 €              | 5. September 2001  | –                                                                    | 2210                 | – |
| | St. Reinoldi Dortmund                                      | 80 0,41 €              | 5. April 2001      | –                                                                    | 2177                 | – |
| | Schweriner Schloss                                         | 100 0,51 €             | 11. Januar 2001    | –                                                                    | 2156                 | 25. Mai 2001, 2188 (oben oder unten geschnitten, dreiseitig gestanzt)                                     |
| | Steinerne Brücke Regensburg                                | 110 0,56 €             | 28. September 2000 | 28. September 2000                                                   | 2140                 | 25. Mai 2001, 2189 (oben oder unten geschnitten, dreiseitig gestanzt)                                     |
| | Dom St. Nikolai Greifswald                                 | 220 1,12 €             | 11. Januar 2001    | –                                                                    | 2157                 | – |
| | Rathaus Grimma                                             | 300 1,53 €             | 28. September 2000 | –                                                                    | 2141                 | – |
| | Wartburg bei Eisenach                                      | 400 2,05 €             | 5. September 2001  | –                                                                    | 2211                 | – |
| | Kölner Dom                                                 | 440 2,25 €             | 9. August 2001     | –                                                                    | 2206                 | – |
| | Heidelberger Schloss                                       | 510 2,61 €             | 8. November 2001   | –                                                                    | 2225                 | – |
| | Rathaus Hildesheim                                         | 720 3,68 €             | 2. Juli 2001       | –                                                                    | 2197                 | – |
| Inschrift der Marken: „Deutschland“ |                                                            |                        |                    |                                                                      |                      | |
| Bild | Beschreibung                                               | Werte in Euro          | Ausgabedatum       | Ausgabedatum Markenheftchen, (Nur selbstklebende Ausgaben)           | Mi.-Nr.              | Ausgabedatum, Mi-Nr der selbstklebenden Ausgaben                                                          |
| | Erfurter Dom                                               | 0,05 €                 | 5. Februar 2004    | –                                                                    | 2381                 | – |
| | Residenzschloss Arolsen                                    | 0,25 €                 | 8. Januar 2004     | –                                                                    | 2374                 | – |
| | Bach-Denkmal Leipzig                                       | 0,40 €                 | 8. Januar 2004     | –                                                                    | 2375                 | – |
| | Berliner Philharmonie                                      | 0,44 €                 | 27. Dezember 2002  | –                                                                    | 2298                 | – |
| | Tönninger Packhaus                                         | 0,45 €                 | 27. Dezember 2002  | –                                                                    | 2299                 | 27. Dezember 2002, 2303 aus Markenheftchen (oben oder unten geschnitten)                                  |
| | Alte Oper Frankfurt                                        | 0,55 €                 | 27. Dezember 2002  | –                                                                    | 2300                 | 27. Dezember 2002, 2304 aus Markenheftchen (oben oder unten geschnitten) aus Rollen (vierseitig gestanzt) |
| | Porta Nigra Trier                                          | 1,00 €                 | 27. Dezember 2002  | –                                                                    | 2301                 | – |
| | Beethoven-Haus Bonn                                        | 1,44 €                 | 16. Januar 2003    | –                                                                    | 2306                 | 12. Juni 2003, 2348 aus „Business-Bogen“ (vierseitig gestanzt)                                            |
| | Bauhaus Dessau                                             | 1,60 €                 | 27. Dezember 2002  | –                                                                    | 2302                 | – |
| | Staatsgalerie Stuttgart                                    | 1,80 €                 | 13. Februar 2003   | –                                                                    | 2313                 | – |
| | Bamberger Reiter                                           | 2,00 €                 | 13. Februar 2003   | –                                                                    | 2314                 | – |
| | Fontane-Denkmal Neuruppin                                  | 2,20 €                 | 16. Januar 2003    | –                                                                    | 2307                 | – |
| | Seute Deern Schifffahrtsmuseum Bremerhaven                 | 2,60 €                 | 6. März 2003       | –                                                                    | 2322                 | – |
| | Giebelhäuser Wismar                                        | 4,10 €                 | 6. März 2003       | –                                                                    | 2323                 | – |

## Business-Bogen
Die am 16. Januar 2003 herausgegebene Marke Beethoven-Haus Bonn zu 1,44 € (Michel-Nummer: 2306), erschien am 12. Juni 2003 als „Business-Bogen“ (Michel 2348), mit insgesamt 100 selbstklebenden Marken die vierseitig gestanzt waren. Das Folienblatt hat eine Breite von 19,1 und eine Höhe von 43,8 Zentimeter, das vierfach gefaltet ist.
Die Wertstufe entsprach zum damaligen Zeitpunkt, bis zum 31. Dezember 2005, einem Großbrief, danach wurde das Porto auf 1,45 € geändert.
Anfang 2019, also knapp 16 Jahre später, sind im Internet bei einem Kleinanzeigenportal Fälschungen zum Schaden der Post aus dem Business-Bogen aufgetaucht.